# The Ed Sullivan Show
The Ed Sullivan Show (též Toast of the Town) byla americká televizní estráda vysílaná na CBS od soboty 20. června 1948 do soboty 6. června 1971. Moderoval ji Ed Sullivan. V srpnu 1971 ji nahradila CBS Sunday Night Movie, později nahrazená dalšími pořady.